# Anioł (baśń)
Anioł (duń. Engelen) – baśń literacka autorstwa Hansa Christiana Andersena, wydana po raz pierwszy w 1843 roku.

## Historia
Andersen napisał wiersz „Umierające dziecko” (duń. Det dende Barn) podczas nauki w Elsinore, gdzie mieszkał pod opieką Simona Meislinga, surowego wychowawcy, który zabronił mu pisania poezji, uważając to za stratę czasu. Mimo to Andersen stworzył ten emocjonalny w swej wymowie wiersz, który później został opublikowany w niemieckim tłumaczeniu przez Ludolpha Schleya w gazecie w Libau w Prusach Wschodnich (obecnie Łubowo) latem 1827 roku, bez wiedzy czy zgody autora. Wiersz, koncentrujący się na umierającym dziecku, pokazuje wczesne zainteresowanie pisarza tematyką śmierci w kontekście dzieciństwa, co stało się lejtmotywem jego późniejszych baśni, takich jak Dziewczynka z zapałkami czy właśnie Anioł.
Edvard Collin, syn Jonasa Collina, był bliskim przyjacielem Andersena. Jonas Collin, dyrektor Teatru Królewskiego (duń. Det Kongelige Teater) w Kopenhadze, wspierał Andersena finansowo i umożliwił mu edukację, co czyniło rodzinę Collinów decydującą w jego życiu i karierze. Edvard, podobnie jak ojciec, był urzędnikiem i pomagał Andersenowi w sprawach biznesowych, takich jak publikacje. Ożenił się z Henriette Oline Thyberg, z którą miał kilkoro dzieci, w tym zmarła w wieku dziecięcym Ingeborgę Mimi Collin (1837–1843). Podjęcie tematu śmierci dziecka w baśni Anioł, chociaż brak na to bezpośrednich dowodów w dziennikach czy listach Andersena, mogło zostać zainspirowane odejściem dziewczynki. Pisarz był blisko związany z rodziną Collinów. Jego listy i relacje wskazują na głęboką więź emocjonalną, co sugeruje, że mógł być głęboko poruszony śmiercią córki przyjaciela. Wskazują na to chronologia i tematyczne podobieństwo. Andersen wplatał wątki osobistych przeżyć w fabuły swoich baśni. W ten sposób mógł wyrazić uczucia żalu i empatii względem przyjaciół.
Baśń literacka o Aniele została opublikowana przez wydawnictwo C.A. Reitzel w Kopenhadze 11 listopada 1843 roku w zbiorze baśni literackich Nowe przygody. Tom pierwszy. Pierwsza kolekcja. 1844 (duń. Nye Eventyr. Første Bind. Første Samling. 1844) wraz ze Słowikiem, Narzeczonymi oraz Brzydkim kaczątkiem.
Zbiór zawierający Anioła dwukrotnie wznawiano: w grudniu 1843 roku oraz w 1847 roku. Andersen chwalił się w listach, że żadna z dotychczasowych publikacji z jego baśniami nie odniosła tak dużego sukcesu. Baśnie były chwalone na łamach periodyków.

## Fabuła
Gdy umiera dziecko, anioł zstępuje na ziemię, bierze je w ramiona i razem odwiedzają miejsca, w których przebywał malec, by zebrać kwiaty. W niebie Bóg przyjmuje te kwiaty, a one rozkwitają jeszcze piękniej niż na ziemi. Anioł, który akurat niesie do nieba umarłe dziecko, każe mu wybrać ulubione kwiaty. Dziecko wybiera złamany krzew różany, nagietki i dzikie bratki. Zamiast polecieć od razu wzwyż, anioł zabiera dziecko na jedną z ulic miejskich, gdzie poniewierają się sterty rozrzuconych przedmiotów. Odnajdują rozbitą doniczkę ze zwiędniętym kwiatem.
Anioł opowiada zmarłemu dziecku historię chorego chłopca. Chłopiec nie wychodzi z piwnicy, w której mieszka. Odwiedza go kolega, który przynosi mu a to gałąź buku, a to polny kwiat z korzeniem. Chłopiec sadzi kwiatek w doniczce. Ma szczęśliwą rękę, roślinka się przyjmuje, zaczyna rosnąć, zakwita. Gdy chłopiec umiera, kwiat więdnie i razem z doniczką trafia na bruk. Dziecko niesione przez anioła pyta się, skąd zna tę historię. Okazuje się, że to właśnie anioł był tym chorym chłopcem. Bóg daje dziecku skrzydła, a potem przytula zwiędnięte kwiaty, a one ożywają i zaczynają śpiewać.

## Polskie przekłady
- 1899 – Anioł – przekład Cecylii Niewiadomskiej.
- 1956 – Anioł: Stefania Beylin (tłum.), Jarosław Iwaszkiewicz (tłum.), Stanisław Sawicki (tłum.): Baśnie. Warszawa: Państwowy Instytut Wydawniczy. Brak numerów stron w książce

## Galeria

Ilustracje baśni Anioł
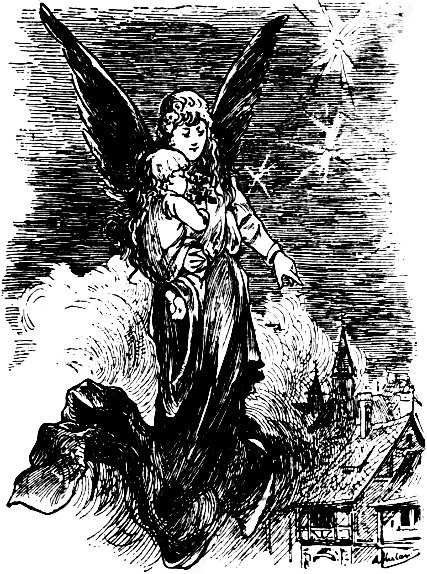
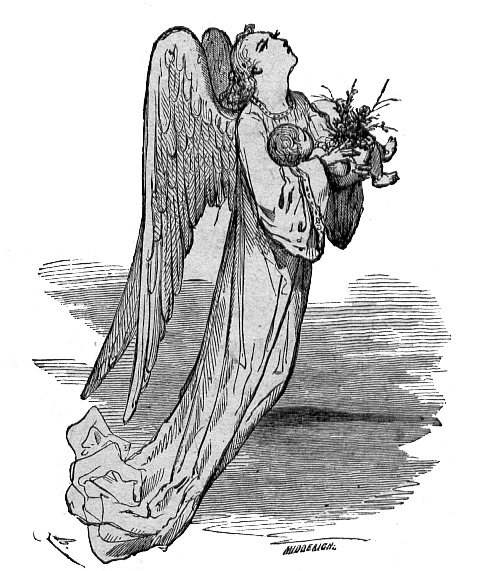
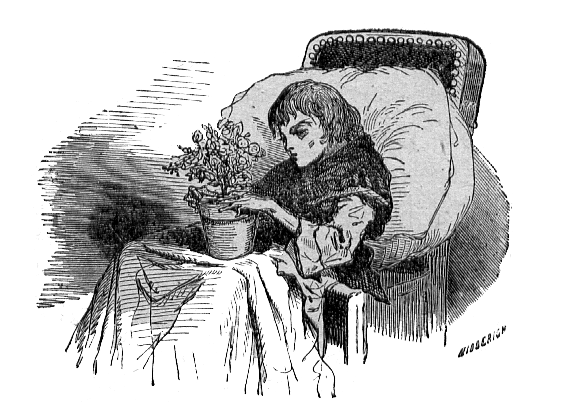
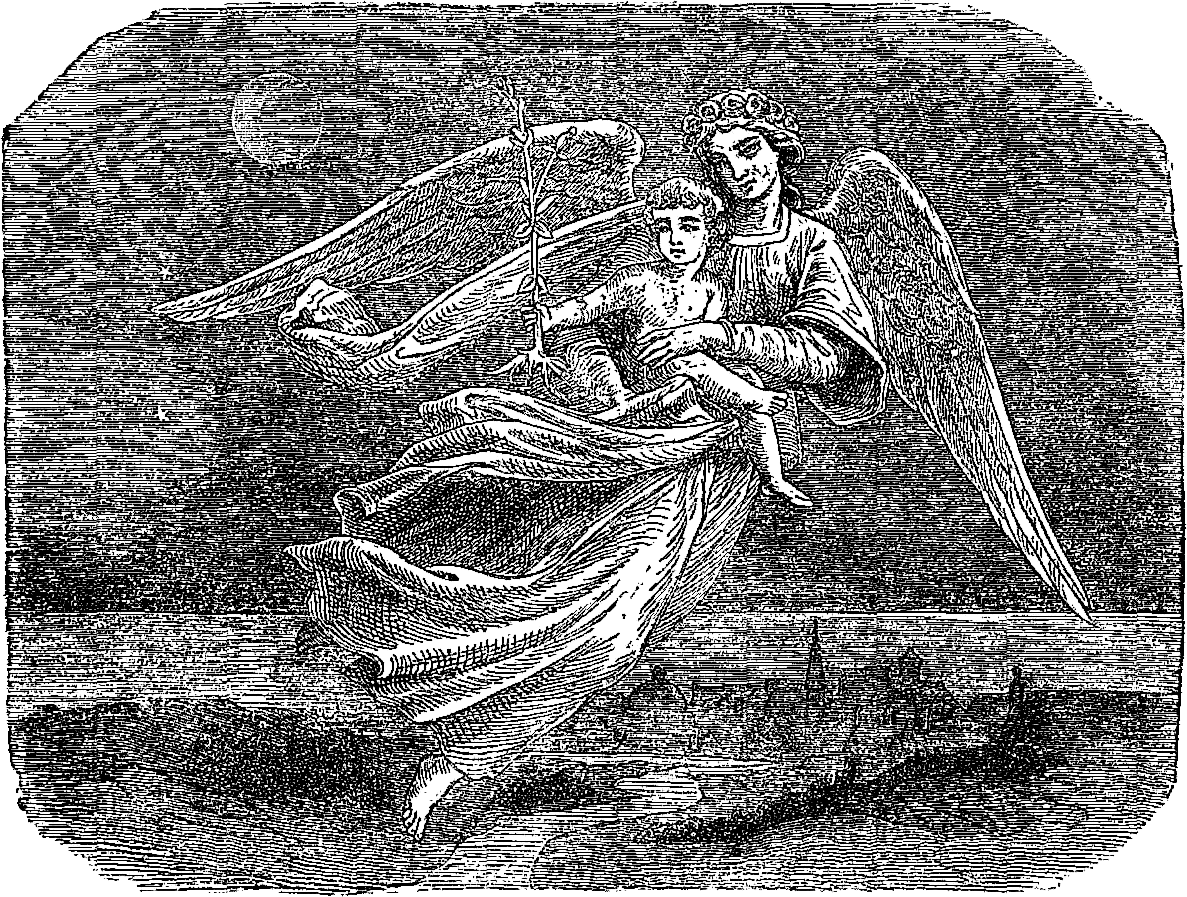